# 부산 국제 모터쇼

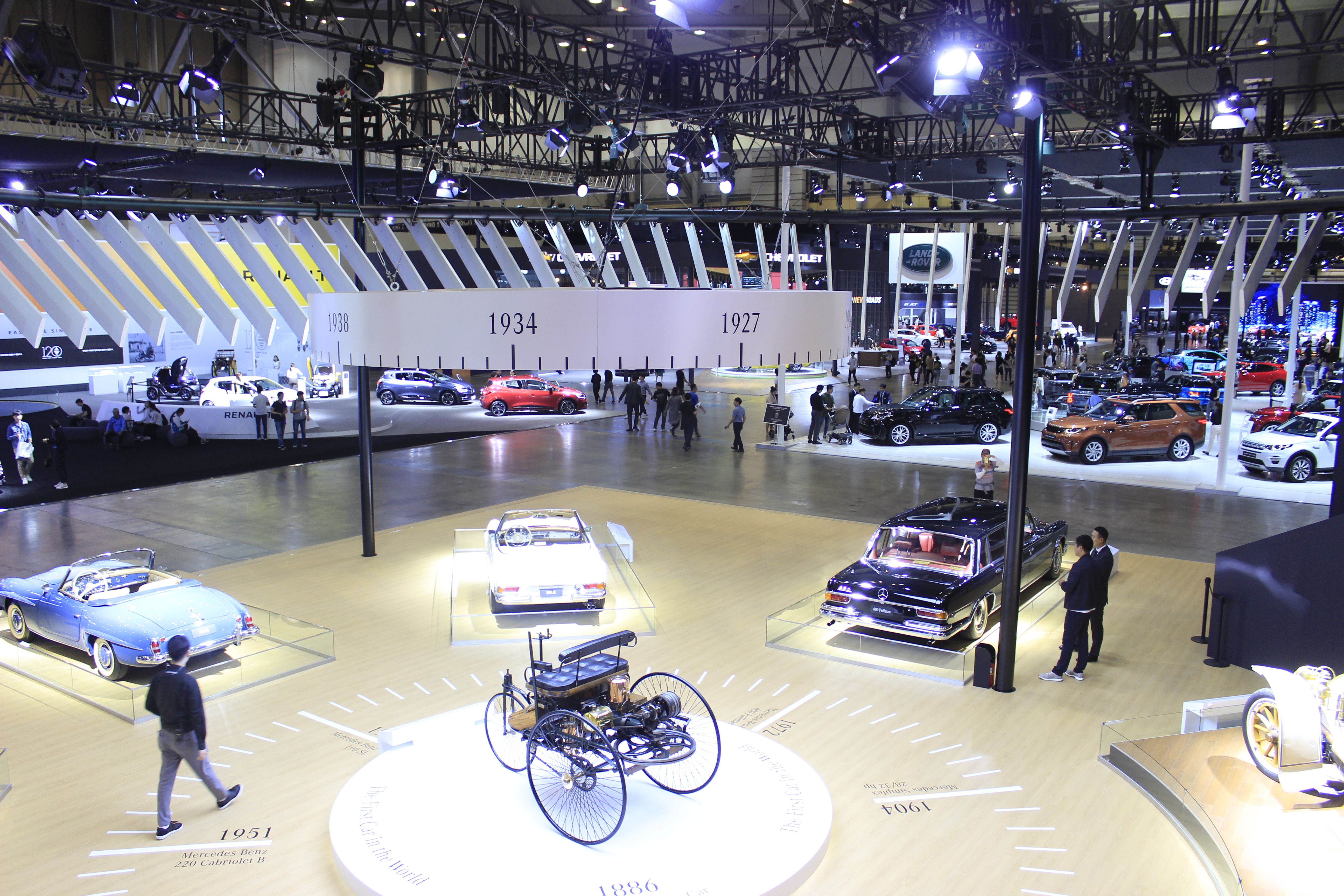
2018 부산 국제 모터쇼 전경

부산 국제 모터쇼(Busan International Motor Show)는 부산광역시 해운대구 우동에 있는 벡스코에서 2년마다 열리는 모터쇼이다. 2006년부터 매년 끝자리 숫자가 짝수인 해에 개최한다. 2024년부터 기존 부산 국제 모터쇼에서 '부산 모빌리티쇼'로 명칭을 바꿔 개최한다.

## 연혁
제 1회 : 2001년 9월 12일부터 9월 23일까지 열렸다. 인간, 자연이 숨 쉬는 미래라는 주제로 열렸고, 11개국 207개 업체가 참가하였다.
제 2회 : 2003년 10월 1일부터 10월 12일까지 자동차-인간과 자연, 기술의 만남이라는 주제로 열렸고, 20개국 253개 업체가 참가하였다.
제 3회 : 2006년 4월 26일부터 5월 7일까지 차와 사람, 영원한 동반자라는 주제로 열렸고, 10개국 168개 업체가 참가하였다.
제 4회 : 2008년 5월 1일부터 5월 12일까지 자동차, 생활을 넘어 문화로라는 주제로 열렸고, 10개국 153개 업체가 참가하였다.
제 5회 : 2010년 4월 28일부터 5월 9일까지 푸른 미래를 향한 자동차의 꿈이라는 주제로 열렸고, 10개국 150개 업체가 참가하였다.
제 6회 : 2012년 5월 23일부터 6월 3일까지 바다를 품은 녹색자동차의 항해라는 주제로 열렸고, 6개국 96개 업체가 참가하였다.
제 7회 : 2014년 5월 29일부터 6월 8일까지 자동차의 바다, 세계를 품다라는 주제로 열렸고, 11개국 179개 업체가 참가하였다.
제 8회 : 2016년 6월 2일부터 6월 12일까지 미래의 물결, 감동의 기술이라는 주제로 열렸다.
제 9회 : 2018년 6월 8일부터 6월 17일까지 혁신을 넘다, 미래를 보다라는 주제로 열렸다.
제 10회: 2020년 5월 29일부터 6월 7일까지 개최할 예정이었으나, 코로나19의 여파로 취소되어 아예 열리지 못했다. 주제는 넥스트 모빌리티, 축제가 되다였다.
제 11회: 2022년 7월 15일부터 7월 24일까지 넥스트 모빌리티, 축제가 되다라는 주제로 열렸으며, 8개국 120개 업체가 참가하였다.
제 12회: 2024년 6월 28일부터 7월 7일까지 넥스트 모빌리티, 세상의 중심이되다라는 주제로 열린다. 

## 전시 품목
- 제1회: 승용차, 상용차, 특장차, 이륜차, 부품(용품), 타이어 등

1. 현대자동차: 로드스터 네오스, HCD-6, 투스카니 등
2. 기아: KMX, 스포티지 랠리카, 카니발 튜닝카 등
3. 대우: 중저상 버스, 35인승 중형버스, 천연가스 버스 등
4. 르노삼성: SM5 에디시옹 스페시알, FS-951, SSC-1 등
5. 쌍용자동차: 렉스턴 등

- 제2회: 승용차, 상용차, 특장차, 이륜차, 부품(용품), 타이어 등

1. 현대자동차: 테라칸, 싼타페 등
2. 기아: 쏘렌토, 카렌스 Ⅱ, 카니발Ⅱ, X-TREK 등
3. 쌍용자동차: 렉스턴, 무쏘, 코란도 소프트탑 등
4. 볼보: XC90 등
5. 폭스바겐: 투아렉 등
6. 랜드로버: 레인지로버 4.4 등
7. 푸조: 307SW 등

- 제3회: 승용차, 상용차, 특장차, 이륜차, 부품(용품), 타이어 등

1. 현대자동차: 아반떼, HED-2(Genus), HCD-9(Talus), NEOS-III 등
2. 기아: 쏘울, Cee'd, 스포티지 수소연료전지차 등
3. 대우: G2X, All New 마티즈, T2X, Hydrogen 3 등
4. 르노삼성: SM7 프리미에르 등
5. 쌍용 자동차: 액티언 스포츠, 뉴 체어맨 스트레치드 리무진 등
6. 벤츠: S600L 등
7. 크라이슬러: 지프 커맨더 3.0 등
8. 아우디: S6 등

- 제4회: 승용차, 상용차, 특장차, 이륜차, 부품(용품), 타이어 등

1. 현대자동차: 제네시스 쿠페, HED-5(i-Mode), i30 Blue 등
2. 기아: KED-4, KED-5 Searcher, KED-5 Burner, KED-5 Diva 등
3. 대우: Beat, Groove, Trax 등
4. 쌍용 자동차: 디젤 하이브리드 테크놀러지 등
5. 아우디: TTS 등
6. 재규어: XF, X-TYPE 2.2D 등
7. 랜드로버: 레인지로버 TdV8 등
8. 메르세데스 벤츠: C 63 AMG, SL 63 AMG 등

- 제5회: 승용차, 상용차, 특장차, 이륜차, 부품(용품), 타이어 등

1. 현대자동차: 아반떼 후속 모델 MD 등
2. 기아: K5 등
3. 대우: VS300 등
4. 르노삼성: SM3 2.0 등
5. 쌍용자동차: C200, 코란도 등
6. 스바루: 레거시, 아웃백, 포레스터 등

- 제6회: 승용차, 상용차, 특장차, 이륜차, 부품(용품) 등

1. 현대자동차: 아반떼 쿠페, 싼타페 NC, 아반떼 EV, 헥사 스페이스, 아이오닉 등
2. 기아: 기아 GT, 트렉스터 등
3. 대우: 코드 130R, 트루 140S, 알페온 등
4. 르노삼성: SM3 Z.E., 캡처 등
5. 쌍용 자동차: 렉스턴 W 등

- 제7회: 승용차, 상용차, 특장차, 이륜차, 부품 등

1. 현대자동차: 제네시스 AG, 그랜저 디젤 등
2. 기아: 올 뉴 카니발, GT4 스팅어, 니로 등
3. 대우: 카마로, 말리부 디젤, 트랙스, 스파크 EV 등
4. 르노삼성: QM3, QM5 네오, SM3 네오, 이니셜 파리 등
5. 메르세데스 벤츠: 더 뉴 C클래스, 더 뉴 GLA 클래스 등
6. BMW: 뉴 420d xDrive 그란 쿠페 스포츠 라인, 뉴 M3, 뉴 M4 쿠페 등
7. 폭스바겐: XL1, 크로스블루, 폴로R WRC 랠리카 등
8. 아우디: A3 스포트백 e-트론 등

- 제8회: 승용차, 상용차, 특장차, 이륜차, 부품 등

1. 현대자동차: G80, G80 스포츠 등
2. 르노삼성: QM6 등
3. 대우: 카마로SS 등
4. 마세라티: 르반떼 등
5. 만트럭버스코리아: 유로식스 등
6. BMW: 750Li x드라이브(Drive) 인디비주얼, 740d x드라이브 M 스포츠 패키지, 뉴 M2 쿠페 등

- 제9회: 승용차, 상용차, 특장차, 이륜차, 부품 등

1. 현대자동차: HDC-2 그랜드 마스터 콘셉트, HDC-1 콘셉트카, 벨로스터 N 등
2. 기아: 니로 EV, SP 콘셉트, 스팅어 GT 와이드보디, 더 뉴 카니발 하이리무진, K9 등
3. 제네시스: 에센시아 콘셉트 등
4. 메르세데스 벤츠: 더 뉴 E300 e PHEV 등
5. 인피니티: QX50 등
6. 재규어 랜드로버: F-PACE SVR 등
7. 닛산: 블레이드 글라이더, 엑스 트레일(X-Trail) 등

- 제11회: 완성차, 스페셜 자동차, 미래 모빌리티, e모빌리티, 서비스&인프라

1. 현대자동차: 아이오닉 6, SEVEN, 캐스퍼, 스타리아 등
2. 기아: 콘셉트 EV9, 더 뉴 셀토스 등
3. 제네시스: 제네시스 엑스 스피디움 쿠페, G70 슈팅브레이크 등
4. BMW: i7, 액티브 투어러 등
5. 미니: JCW 애니버서리 에디션 등
6. 롤스로이스: 블랙 배지 고스트, 고스트 익스텐디드, 컬리넌 등

- 제 12회: 완성차, 스페셜자동차, 미래 모빌리티, e모빌리티, 서비스&인프라, 체험행사 등

1. 현대자동차: 캐스퍼 일렉트릭
2. 기아: 타스만, EV3, EV6, EV9, PV1, PV5, PV7
3. 제네시스: Electrified G80 LWB, 네오룬, 제네시스 X 그란 레이서 콘셉트
4. BMW: M4, iX2, BMW 비전 노이어 클라쎄
5. 미니: 뉴 올 일렉트릭 미니 쿠퍼, 뉴 미니 컨트리맨 JCW
6. 르노코리아: 오로라1
7. 어울림 모터스: 스피라 크레지티24